# Coptobasis lophocera
Coptobasis lophocera là một loài bướm đêm trong họ Crambidae.